# 南夕花
南 夕花（みなみ ゆうか、1967年3月2日 - ）は、日本の元女優、元タレント。
旧芸名は渡辺夕子、南夕子。父は山城新伍、母は花園ひろみ。

## 来歴・人物
1986年、東京女子大学文理学部2年の時に、南夕子の名でテレビ小説（TBS系列の昼ドラ）『夢恋し』に主演。
父親の山城とは『新伍のワガママ大百科』（TBS系列、制作：毎日放送）で渡辺夕子の名で、また、『月曜ドラマスペシャル 監察医薮野善次郎6 死体は知っている』（制作：松竹・TBS）では南夕花の名で共演した。
しかし1999年に山城が自身の女性問題などが理由で母の花園と離婚。その10年後の2009年に山城は死去したが、通夜や葬儀、お別れの会などへの参列は母の花園と共に参加していない。以後、公の場への登場はなく芸能活動も行っていない。

## 出演番組

### ドラマ
- 『テレビ小説 夢恋し』（1986年3月31日 - 6月27日、TBSテレビ） - 主演・彦乃
- 『月曜ドラマスペシャル 監察医薮野善次郎6 死体は知っている』（1998年10月19日、TBSテレビ）

他

### バラエティー
- 『新伍のワガママ大百科』（MBSテレビ）